# Marie-Claire Witlox
Marie-Claire Witlox (18 november 1977) is een Nederlandse actrice. Ze is getrouwd met acteur en zanger Jeroen van Koningsbrugge.
Sinds 2005 is Witlox actief als Nederlandse actrice en speelt ze diverse rollen in Nederlandse series. De eerste serie waar ze in speelde was in de serie Lieve lust waar ze eenmalig te zien in was als Monica. In 2007 speelde ze ook in Grijpstra & De Gier als Carly en was ze te zien in Draadstaal. In het tweede seizoen van de politieserie Smeris vertolkte ze de rol van Saskia de Maas.

## Filmografie
- 2015 - Smeris als Saskia de Maas (vier afleveringen)
- 2011 - Hart tegen hard (aflevering 6) gastrol als Marijke (zgn. getuige)
- 2007 - Draadstaal als Martine
- 2007 - Grijpstra & De Gier als Carly
- 2005 - Lieve lust als Monica